# Fausto Radici
Fausto Radici (ur. 24 września 1953 w Bergamo, zm. 14 kwietnia 2002 w Peia) – włoski narciarz alpejski. Zajął 7. miejsce w gigancie na igrzyskach w Innsbrucku w 1976 r. Nie startował na mistrzostwach świata. Najlepsze wyniki w Pucharze Świata osiągnął w sezonie 1973/1974, kiedy to zajął 14. miejsce w klasyfikacji generalnej, a w klasyfikacji slalomu był siódmy.

## Sukcesy

### Puchar Świata

#### Miejsca w klasyfikacji generalnej
- 1973/1974 – 14.
- 1974/1975 – 15.
- 1975/1976 – 15.
- 1976/1977 – 17.
- 1977/1978 – 27.

#### Miejsca na podium
1. Wengen – 20 stycznia 1974 (slalom) – 2. miejsce
2. Madonna di Campiglio – 17 grudnia 1974 (slalom) – 3. miejsce
3. Garmisch-Partenkirchen – 6 stycznia 1975 (slalom) – 3. miejsce
4. Garmisch-Partenkirchen – 5 stycznia 1976 (slalom) – 1. miejsce
5. Madonna di Campiglio – 19 grudnia 1976 (slalom) – 1. miejsce